# Franz Schreiber (SS-Mitglied)
Franz Schreiber (* 8. Mai 1904 in Dresden; † 26. Februar 1976 in Hamburg) war ein deutscher SS-Standartenführer während des Zweiten Weltkriegs.

## Leben

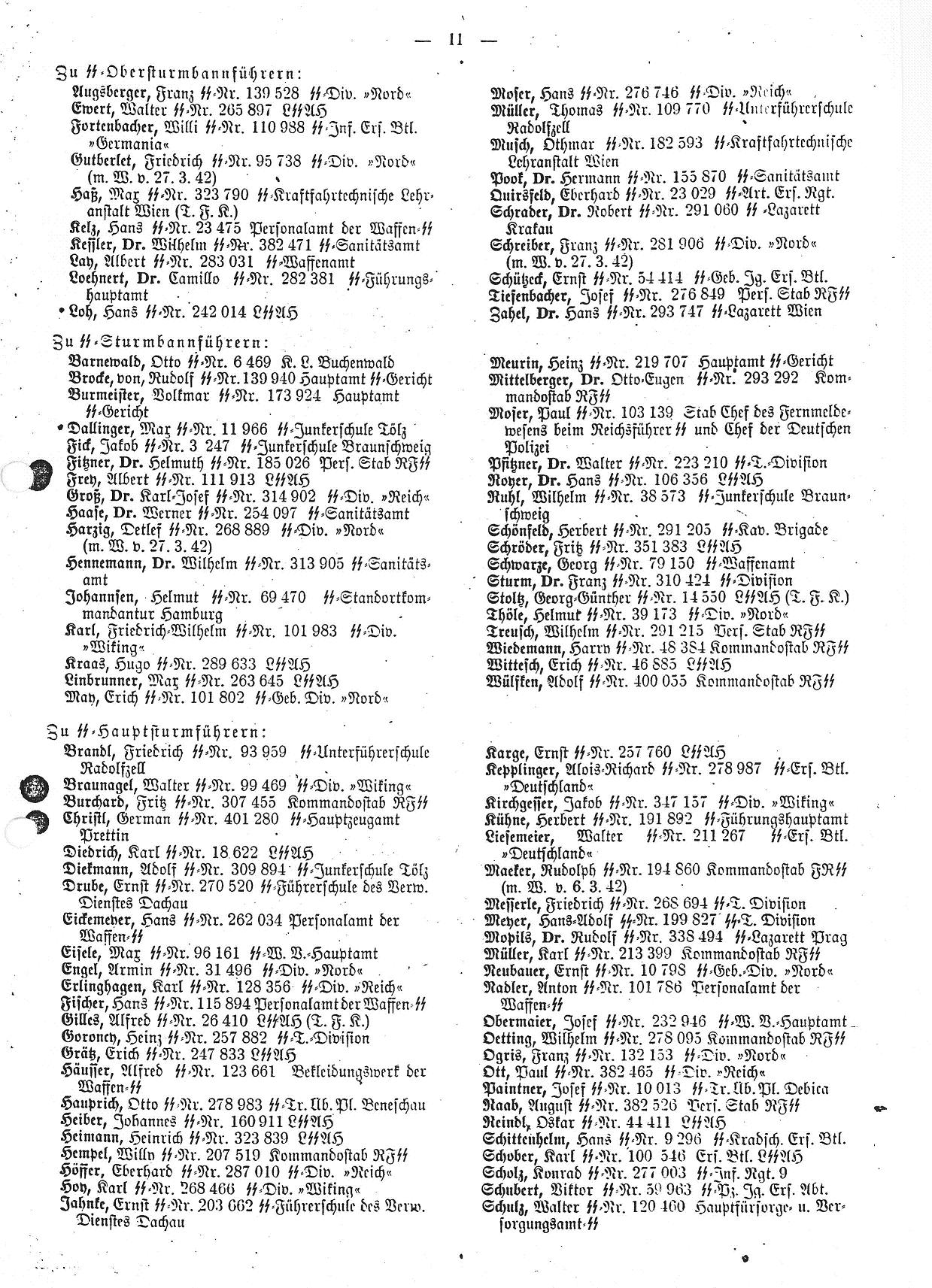
Beförderung zum SS-Obersturmbannführer an Hitlers Geburtstag 1942 im SS-Verordnungsblatt

Schreiber war Mitglied der NSDAP (Mitgliedsnummer 1.934.152) und der SS (Mitgliedsnummer 281.906). Seine ersten militärischen Erfahrungen erhielt Schreiber bei der SS-Verfügungstruppe. Während des Westfeldzugs wurde er am 27. Mai 1940 mit dem Eisernen Kreuz 2. Klasse ausgezeichnet. Danach folgte am 20. August 1940 das Eiserne Kreuz 1. Klasse. Am 30. Mai 1942 wurde er zum Regimentskommandeur des SS-Gebirgsjäger-Regiments 12 ernannt. Dort wurde er am 26. Dezember 1944 mit dem Ritterkreuz des Eisernen Kreuzes ausgezeichnet. Im Januar 1945 nahm er an der letzten deutschen Offensive, dem Unternehmen Nordwind, teil. Im April 1945 wurde er zum Kommandeur der 6. SS-Gebirgs-Division „Nord“ ernannt, die sich unter Interims-Kommandeur Brenner am 2. April 1945 den amerikanischen Truppen ergab.
Schreiber war nach Kriegsende 1969 Verfasser einer Schrift mit dem Titel Kampf unter dem Nordlicht. Deutsch-finnische Waffenbruderschaft am Polarkreis zur Division. Laut Klemp werden darin die Rolle der Division verherrlicht, die Handlungen ihrer Kommandeure vertuscht und der Abzug der deutschen Truppen aus Lappland nicht wahrheitsgemäß dargestellt.